# 시드니 바이센테니얼 파크

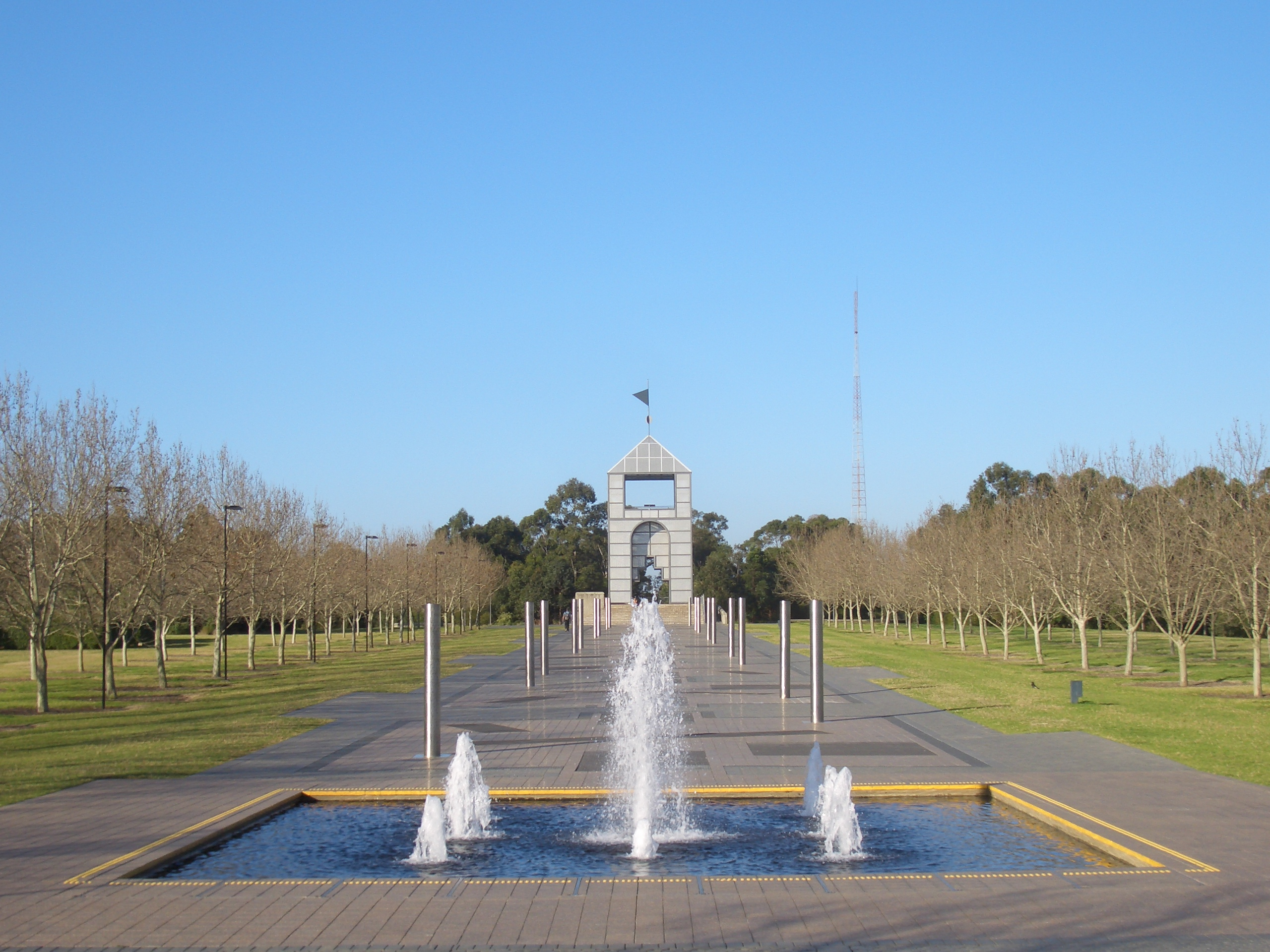
바이센테니얼 파크

시드니 바이센테니얼 파크(Bicentennial Park, Homebush Bay, Sydney)는 오스트레일리아 뉴사우스웨일스주 시드니 외곽의 홈부시 만에 위치한 대규모 공원이다. 홈부시 만은 시드니 중심 업무 지구로부터 서쪽으로 16 킬로미터 떨어진 곳에 위치하고 있다.
바이센테니얼 파크는 100 헥타르의 습지 생태계를 조성하고 있는 자연 유산 지역과 40 헥타르의 공원 지역으로 구성된다. 바이센테니얼 파크는 시드니 올림픽 공원을 끼고 홈부시 만의 바닷가와 맞닿아 있다. 이 지역은 관광, 여가, 자연보호, 환경 교육과 같은 실외 체험 공간으로 주로 활용한다.
공원에는 소풍 공간, 운동장을 비롯하여 습지대로 이어지는 산책길, 자전거 전용도로 등이 발달되어 있으며 분수와 탑, 동상과 같은 인공 건축물도 함께 건설되어 있다.

## 역사
바이센테니얼 파크는 1988년 오스트레일리아 개척 200주년을 기념하기 위해 1980년대 주 정부가 건설하였다. 이 건설 사업에는 47.4 헥타르 면적의 쓰레기 매립장을 주민을 위한 여가 공간으로 탈바꿈시키고, 53 헥타르 면적의 파라마타 강의 습지 생태계를 보호하기 위한 목적이 포함되어 있었다. 이 공원은 1988년 1월 1일 완공하여, 대중에 개방되었다.

## 사진

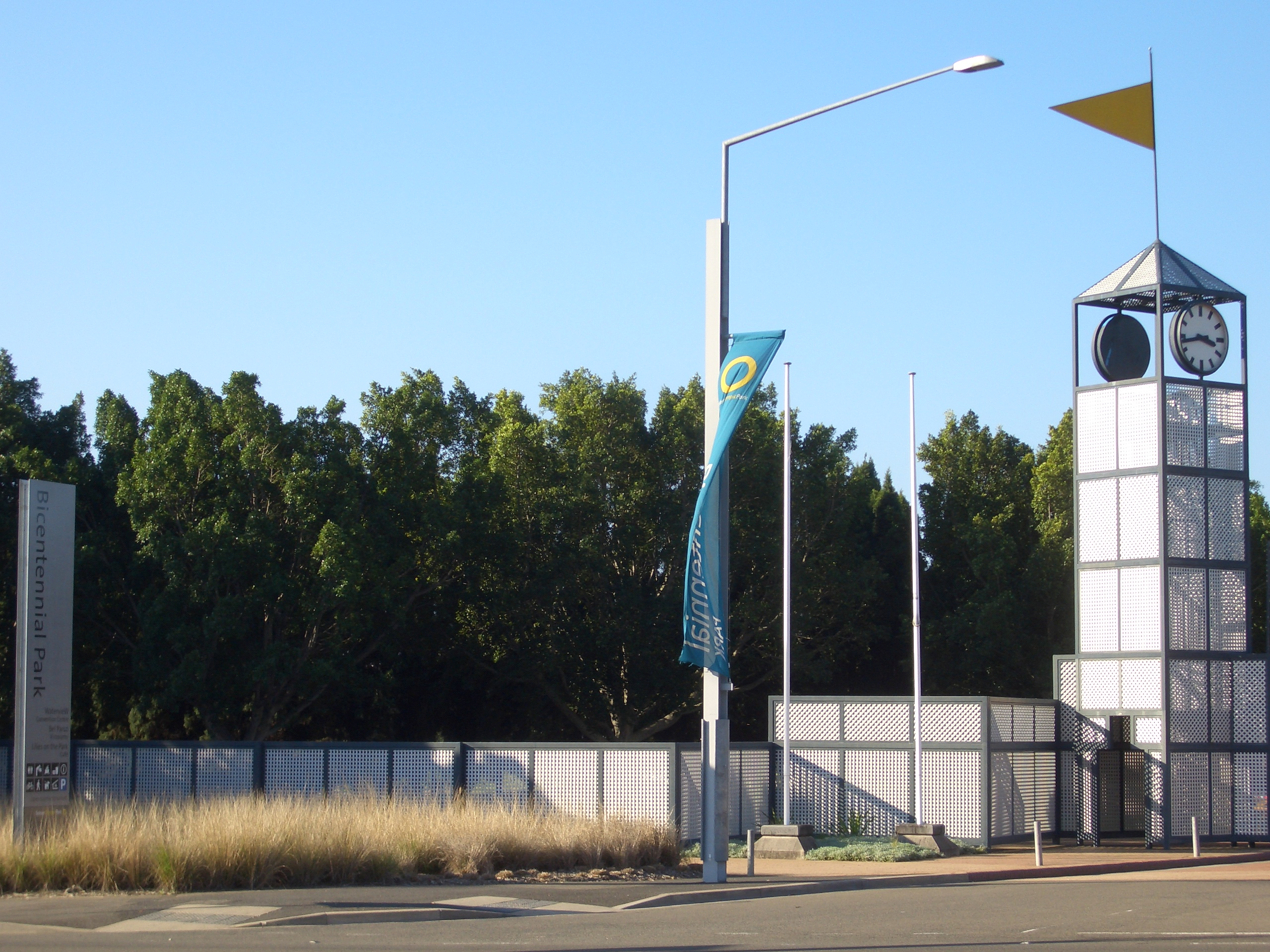
입구
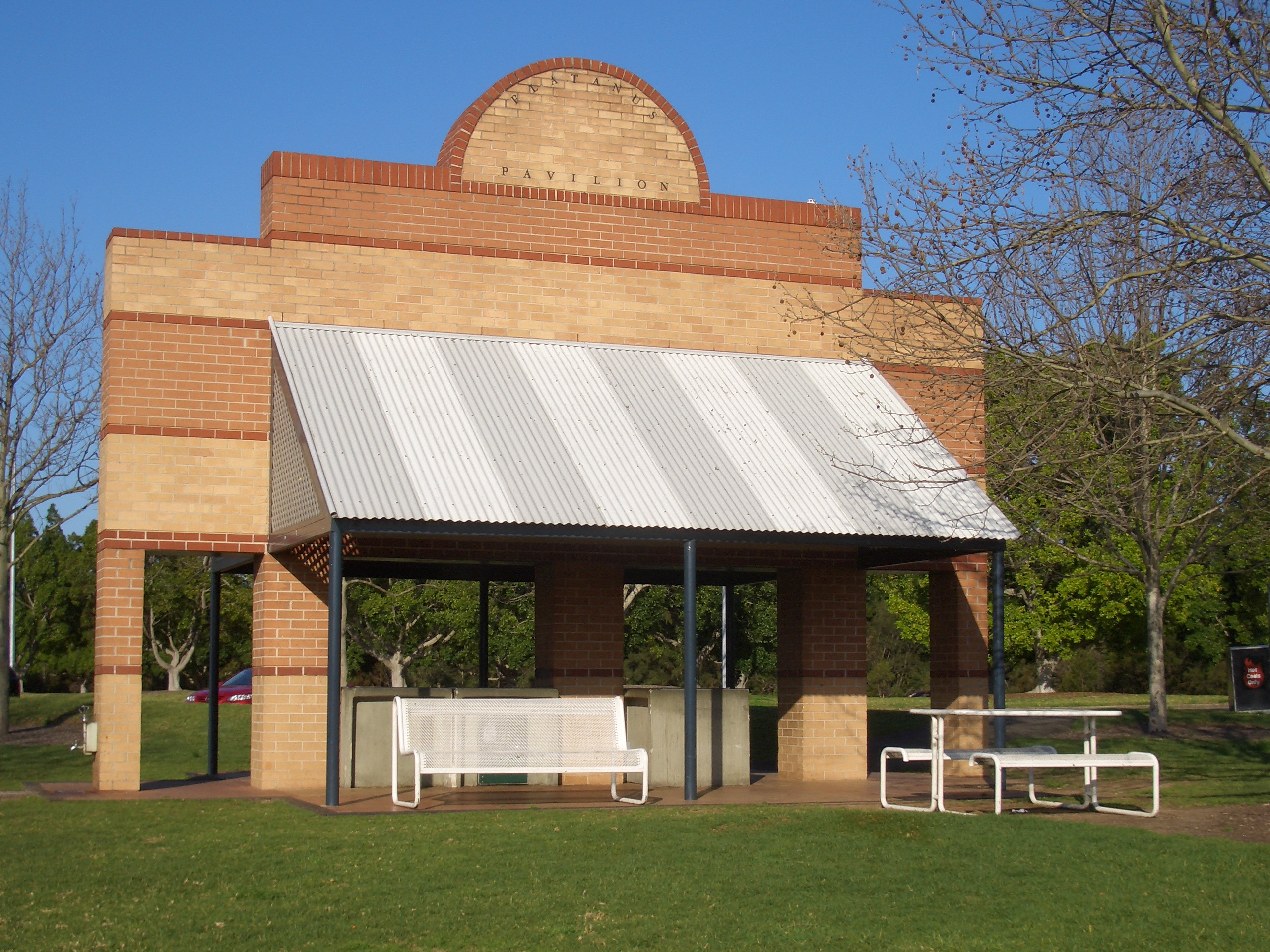
전시관
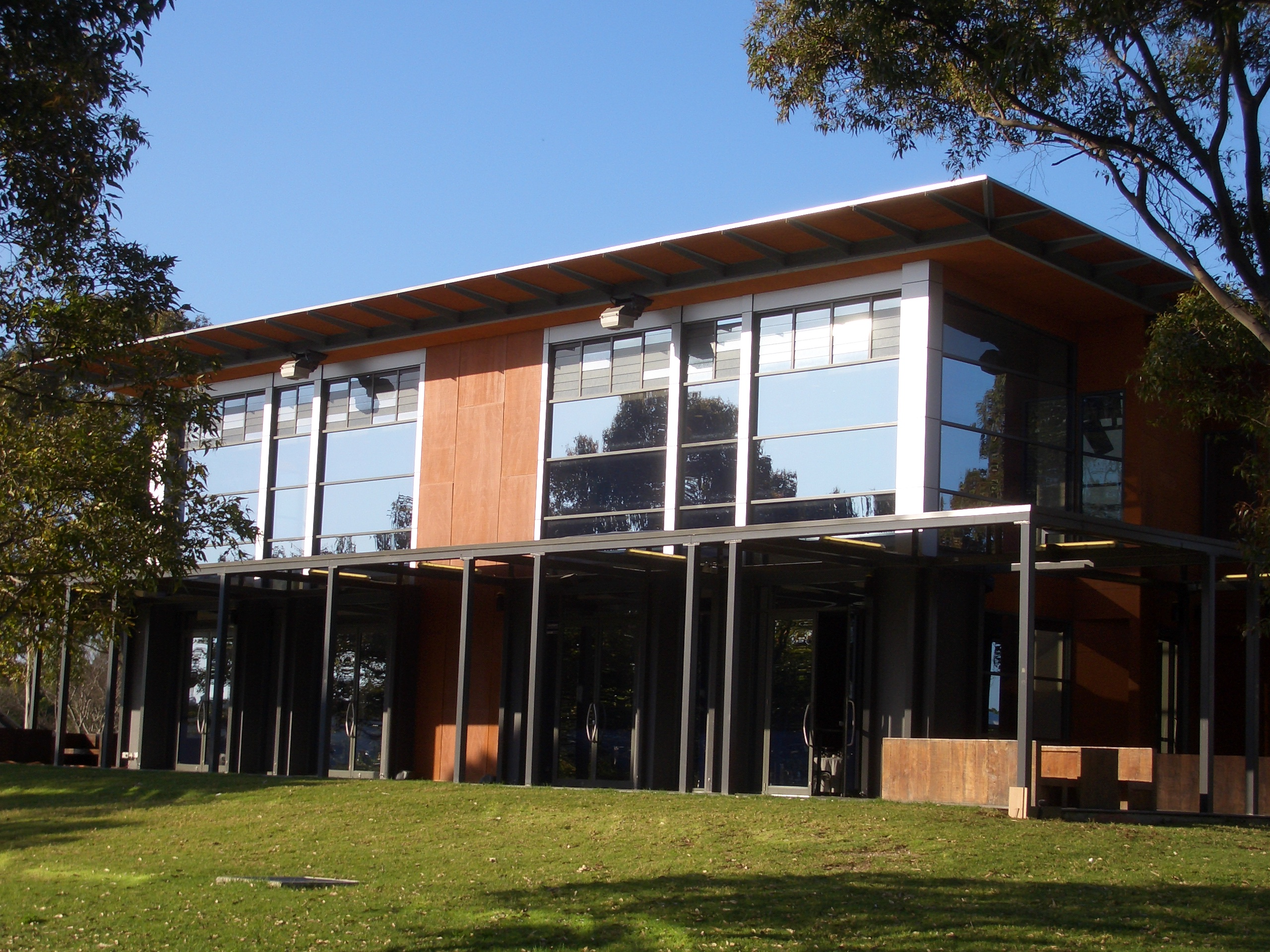
컨벤션 센터
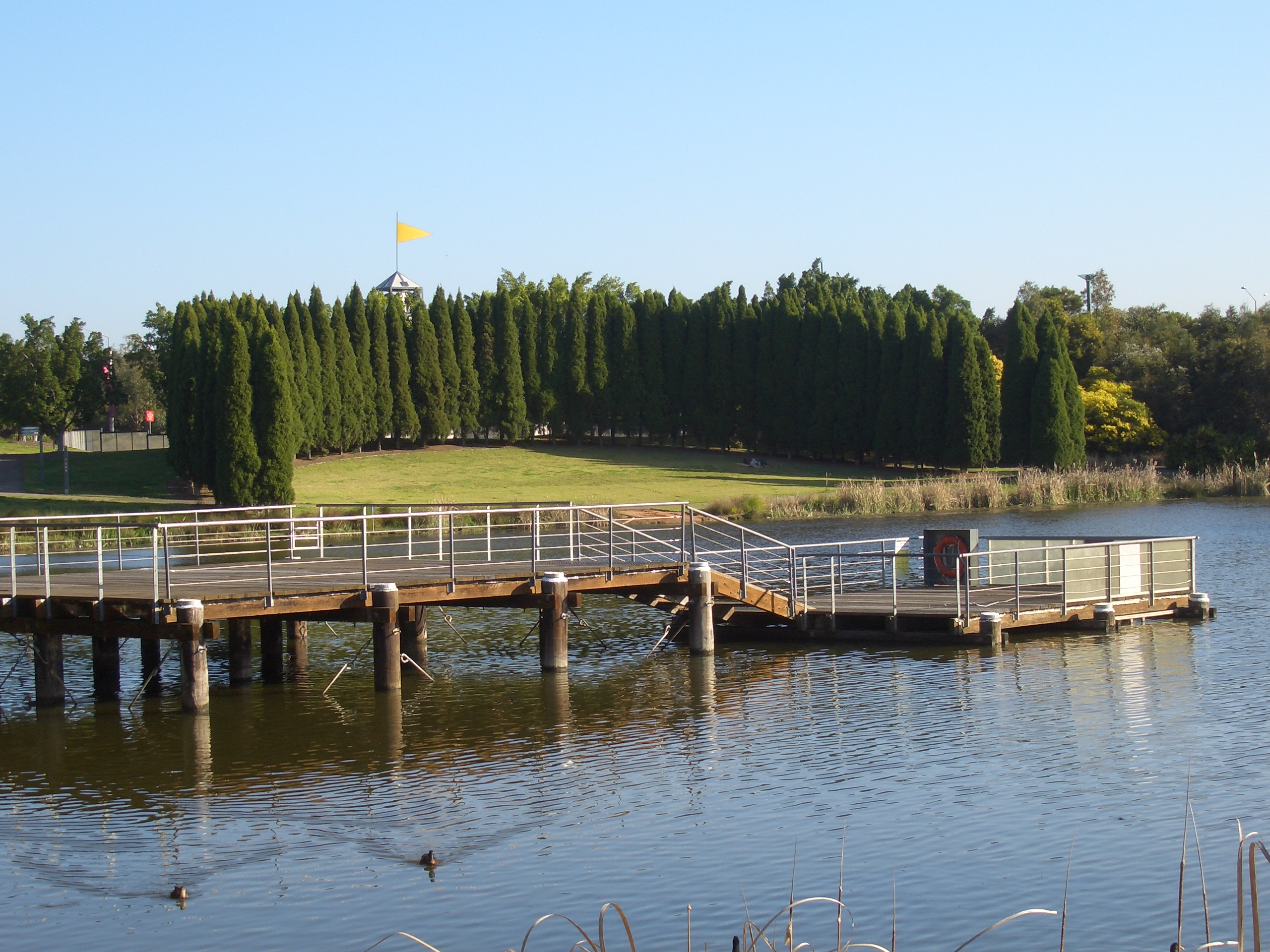
벨베데레 호수
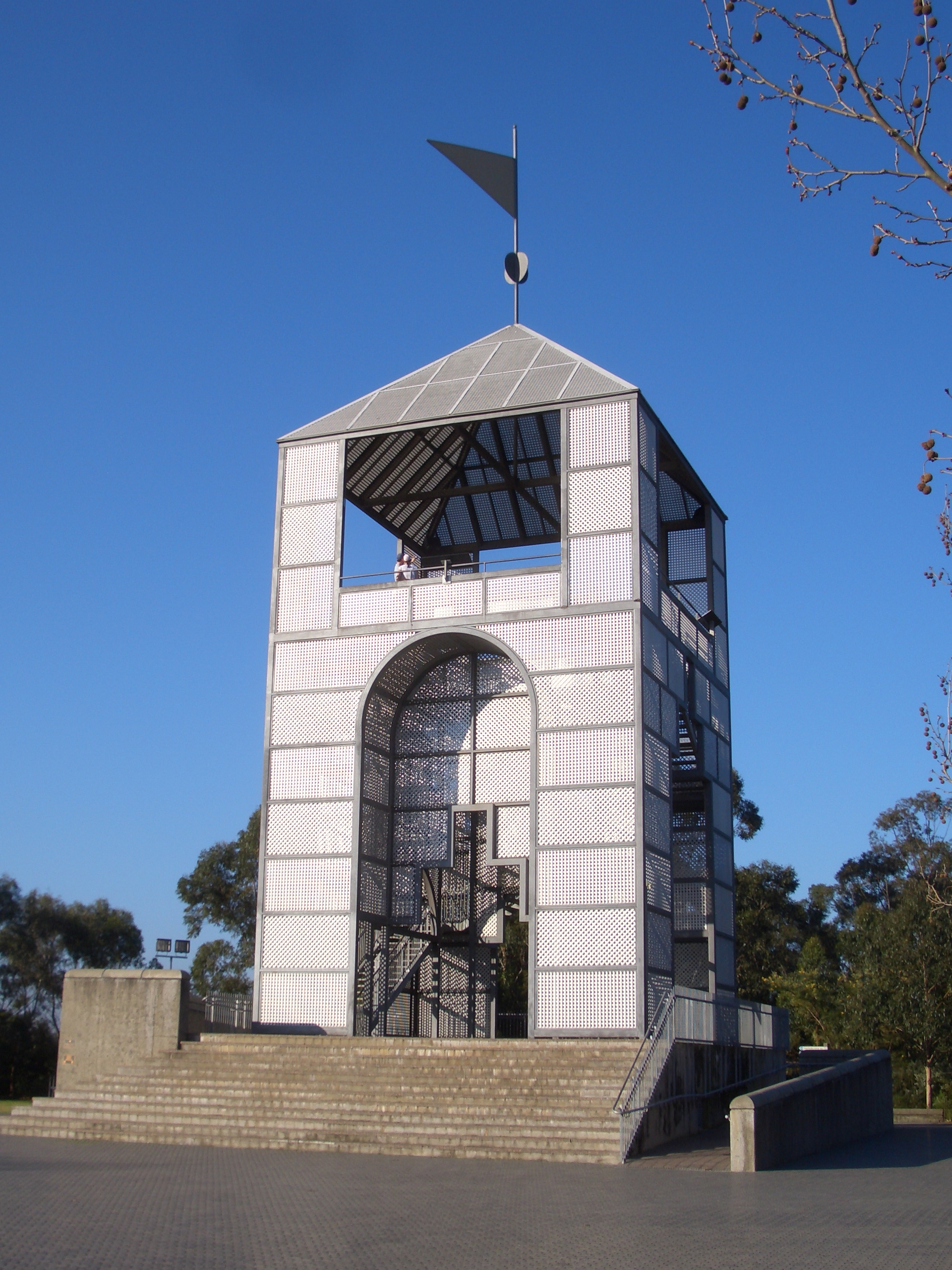
Treillage 타워
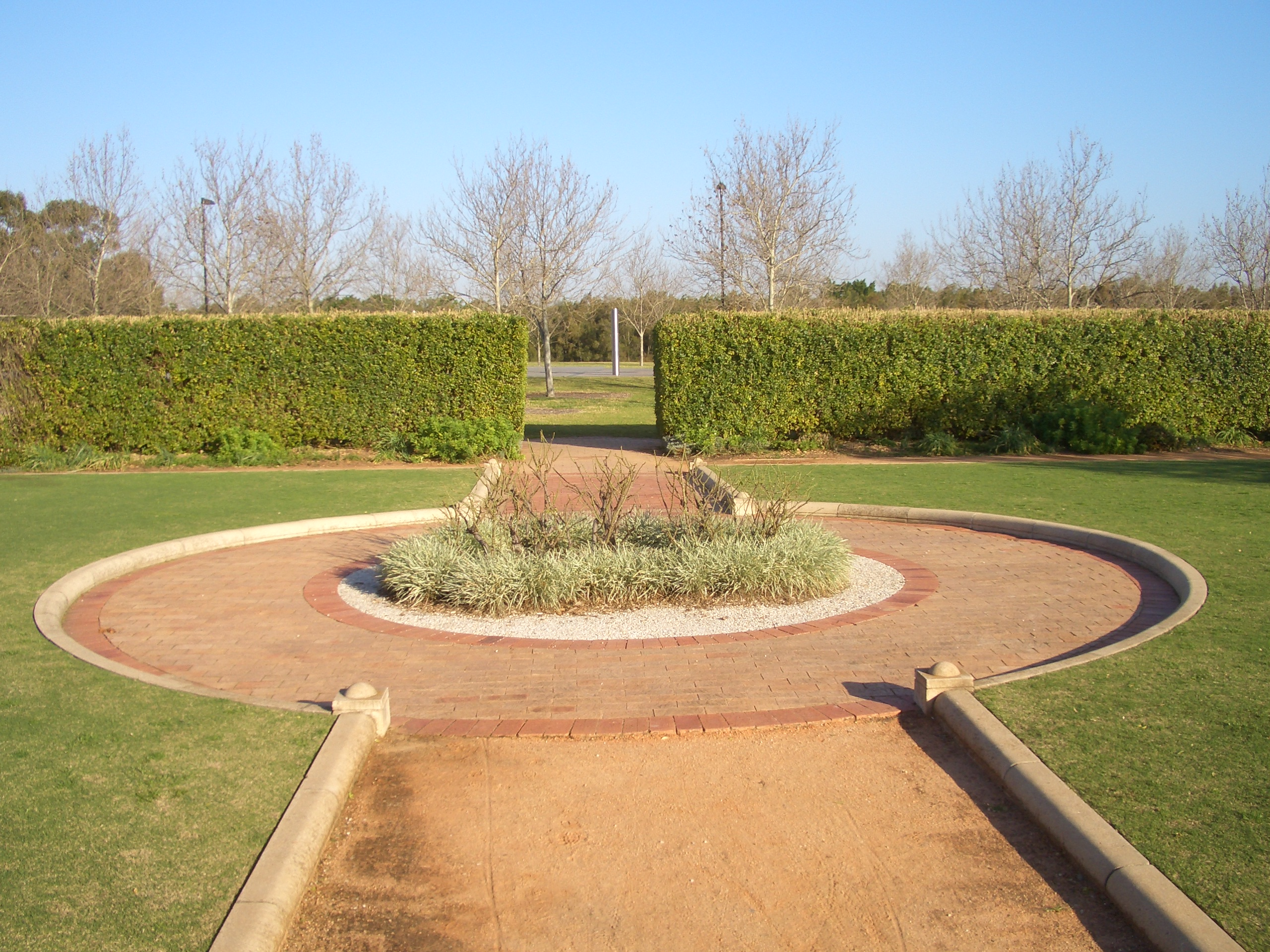
메모리얼 가든
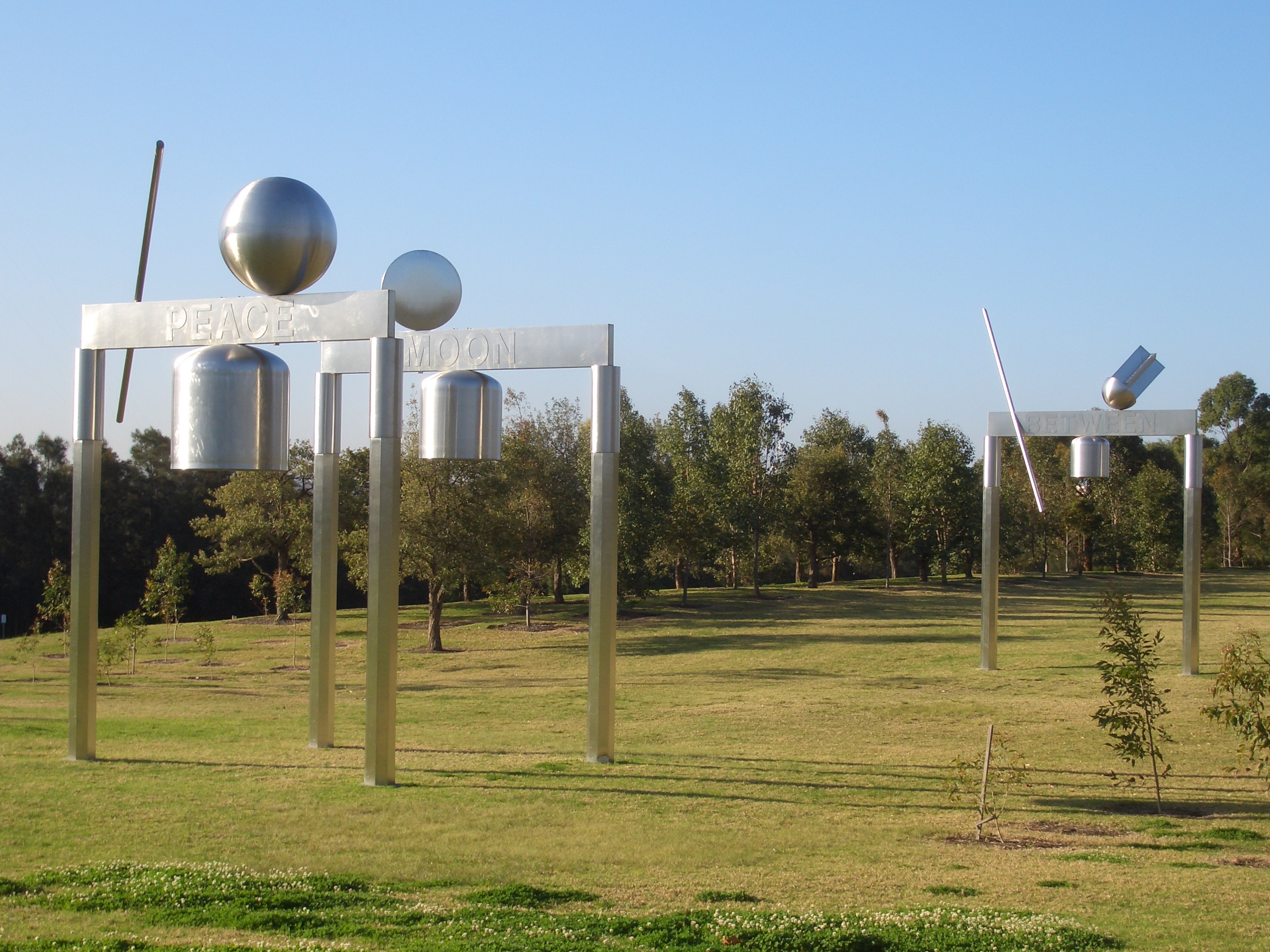
평화 기념비
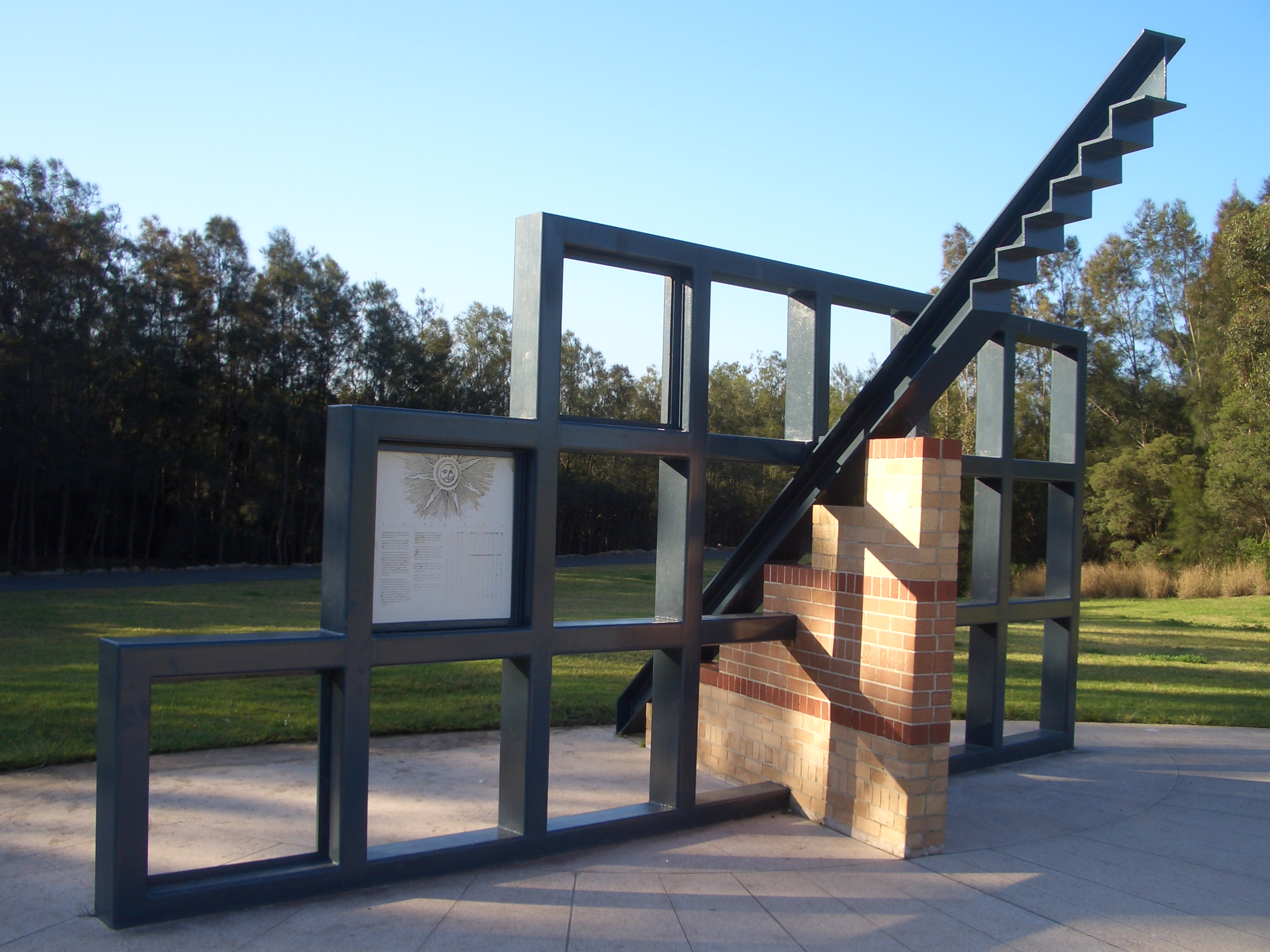
해시계
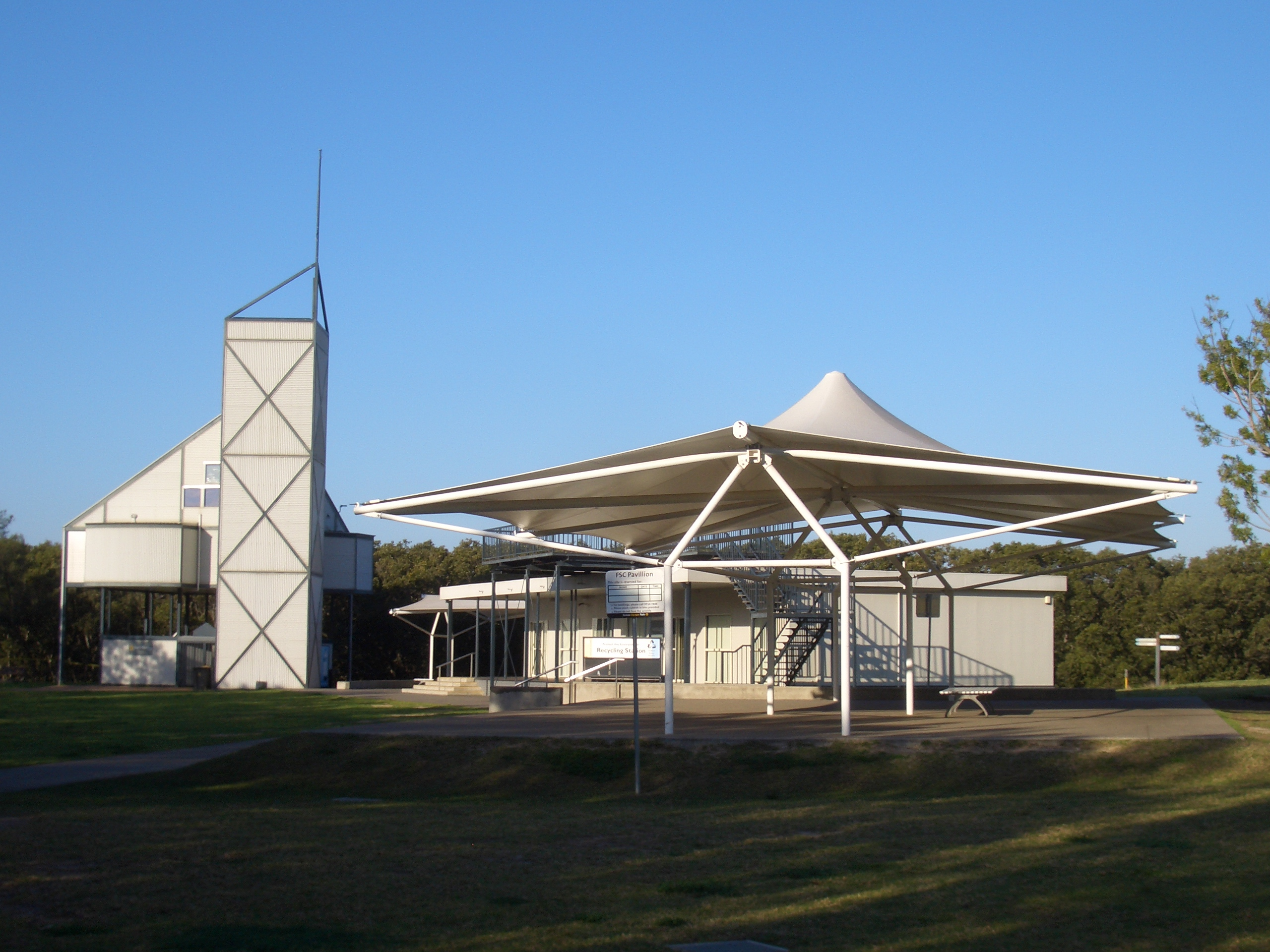
소풍 공간
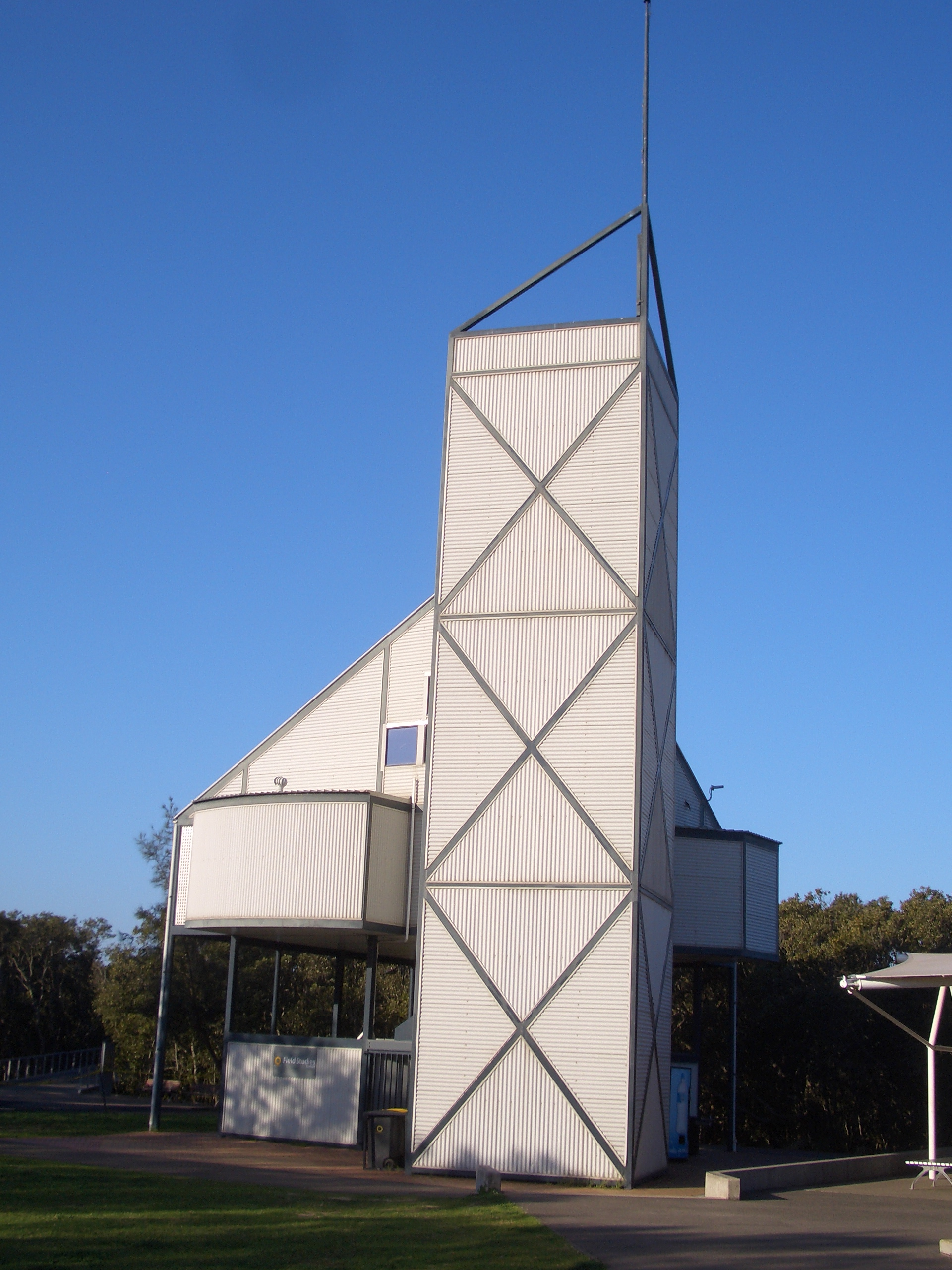
교육센터
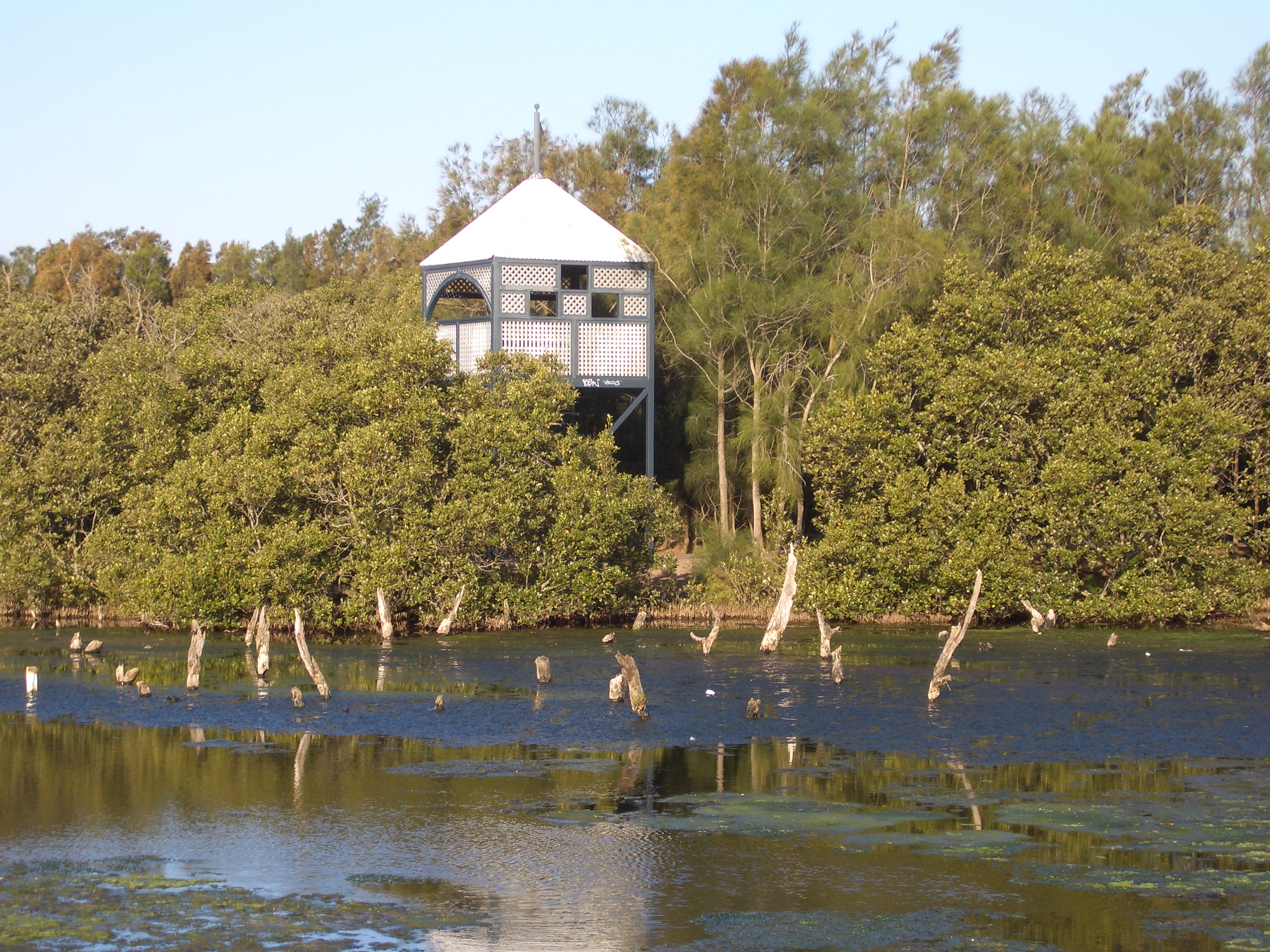
전망대
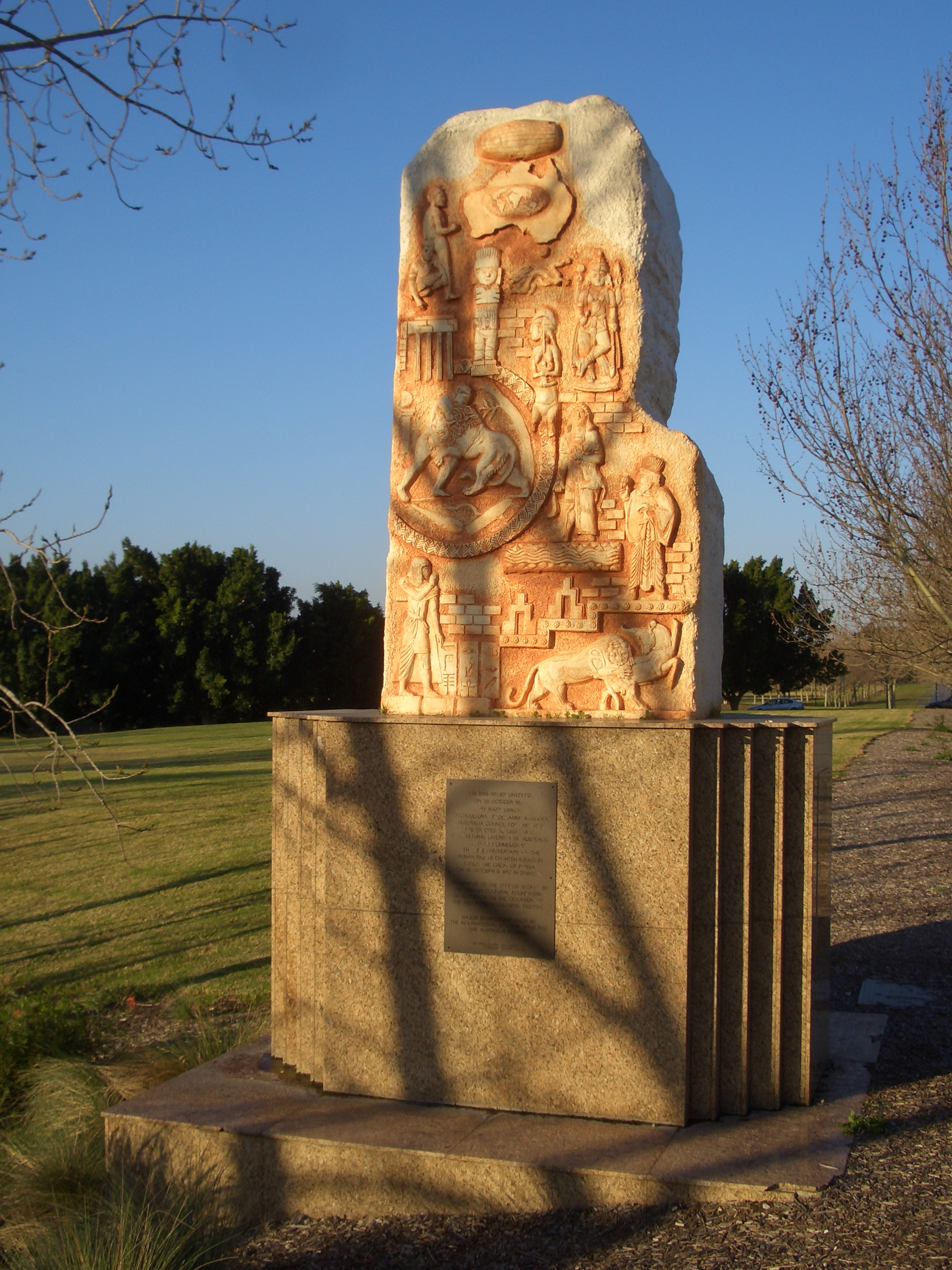
기념비